# موهلهاوزن (فالتس علیا)
موهلهاوزن (به آلمانی: Mühlhausen) یک شهر در آلمان است که در Neumarkt واقع شده‌است.